# Martin Hůrka
Martin Hůrka (1981) je český regionální historik a muzejní pracovník.

## Životopis
Martin Hůrka absolvoval bakalářské studium na Fakultě humanitních studií Univerzity Karlovy (2006) a magisterské studium historie na Filozofické fakultě univerzity Karlovy (2009). Již za studií pracoval v Městském muzeu v Čelákovicích, kde působil do roku 2011, v letech 2012–2018 byl historikem Muzea Říčany, od roku 2018 je historikem Oblastního muzea Praha východ.

## Odborná činnost
Martin Hůrka se zabývá regionálními dějinami obcí na území okresu Praha – východ, zejména dějinami obce Vyšehořovice. Je autorem několika monografií a desítek odborných a popularizačních článků. Je autorem či spoluautorem několika muzejních výstav. Je výkonným redaktorem odborného časopisu Zprávy a studie. Historický sborník pražského okolí. Podílí se na obnově tvrze ve Vyšehořovicích.

## Monografie
- Pohled do minulosti Vyšehořovic: sborníček vydaný při příležitosti 6. ročníku historických slavností na vyšehořovické tvrzi, Vyšehořovice 2013 (spoluautoři Jaroslav Špaček a Pavel Snítilý)
- Říčanský hrad: průvodce historií a stavební podobou, Říčany 2013
- František Josef Řezáč a ti druzí, Brandýs nad Labem-Stará Boleslav 2019
- Vycházky za geologií brandýského Polabí. Vycházky za geologií brandýského Polabí, Brandýs nad Labem – Stará Boleslav 2020 (spoluautoři Tomáš Kumpan a Daniel Hrčka)
- Kozovazy: lidé a domy od nejstarších dob do poloviny 19. století, Vyšehořovice 2021
- Dřevčice v kronikách a vyprávění, Dřevčice – Brandýs nad Labem-Stará Boleslav 2022.